# Howard Wolowitz
Howard Joel Wolowitz egy kitalált, zsidó vallású szereplő az amerikai CBS csatorna Agymenők című szituációs komédiájában. A karakter megformálója Simon Helberg.

## Élete
Howard Wolowitz együtt él anyjával egy kertes házban. Apja még gyerekkorában, mikor 11 éves volt, elhagyta őt. Édesanyját sosem mutatják - egyszer lehet látni hátulról fekete haja van -, csak a hangját halljuk, ahogy kiabál lentről a fiának, amivel mindig kínos helyzetbe hozza. A 8. évadban édesanyja elhunyt.
Egy egyetemen dolgozik barátaival, Leonard Hofstadterrel és Sheldon Cooperrel. Szabadidejében gyakran van barátai lakásán. A nőkkel nincs szerencséje, mely talán az unokatestvérével folytatott gyermekkori viszonya miatt van. Túlságosan nyomulós. Bulizni inkább indiai barátjával, Rajesh Koothrappalival jár. Volt egy rövid viszonya Leslie Winkle-lel is. Miután Penny és Leonard összejött, emlékezteti Leonardöt egy korábbi ígéretére: ha barátjának lesz komoly barátnője, neki is össze kell jönni egy lánnyal, a barátnő egyik barátnőjével. Az áldozat Penny munkatársa, Bernadette lett, akivel az 5. évad végén összeházasodik.
Szabadidejét vagy Sheldonékkal tölti, vagy valamelyik MMORPG virtuális világában.

## Munkája
Howardnak nincs doktori címe, "csak" gépészmérnöki mesterdiplomával rendelkezik, melyet az MIT-n szerzett. Szakterülete az űrkutatás: különböző mechanikus alkatrészeket tervez a NASA-nak. Ő tervezte az űrvécét is, amit a Nemzetközi Űrállomáson használnak az űrhajósok. Épített egy robotot is egy robotpárbaj-versenyre. Egy robotkart pedig szexuális segédeszközként használt, aminek eredményeként kórházba került. Leonardtől tudjuk, hogy tervezett egy Lizatronik nevű robotot. Véletlenül összetörte a marsjáró robotot. Ha valamit meg kell javítani, rá mindig lehet számítani.